# رحمان‌آباد (رومشکان)
رحمان‌ آباد زاغه، روستایی از توابع بخش مرکزی شهرستان رومشکان در استان لرستان ایران است، و به زبان لری سخن می گویند.
قلعه تاریخی زاغه در این روستا قرار گرفته است.

## جمعیت
این روستا در دهستان رومشکان قرار دارد و براساس سرشماری مرکز آمار ایران در سال ۱۴۰۱، جمعیت آن ۸۳۳ نفر بوده است.